# Леотрим Кријезију
Леотрим Кријезију (алб. Leotrim Kryeziu; Косовска Каменица, 25. јануар 1999) албански је фудбалер са Косова и Метохије. Игра на позицији центарфора, а тренутно наступа за Приштину.